# Megaoryzomys curioi
Megaoryzomys curioi är ett utdött däggdjur i familjen hamsterartade gnagare som levde på Galapagosöarna.
Arten blev vetenskapligt beskriven med hjälp av ben och tänder som hittades i en grotta på ön Santa Cruz. Efter upptäckten räknades djuret till släktet jätterisråttor (Megalomys) som dok förekommer i Västindien. Senare studier hittade likheter med de egentliga risråttorna (Oryzomys) och därför flyttades arten till sitt eget släkte. Liksom paramoråttor har Megaoryzomys curioi en djup ränna på framtändernas framsida. Däremot är kraniet med en uppskattad längd över 50 mm påfallande stor.
Landskapet på Santa Cruz domineras av buskskogar. Troligtvis dog arten ut efter människans ankomst på Galapagosöarna. Som möjlig orsak utpekas introducerade fiender och konkurrenter som hundar, tamkatter, grisar och svartråttan. De sista exemplaren kan ha funnits omkring året 1900.